# Antonio Maria Traversi

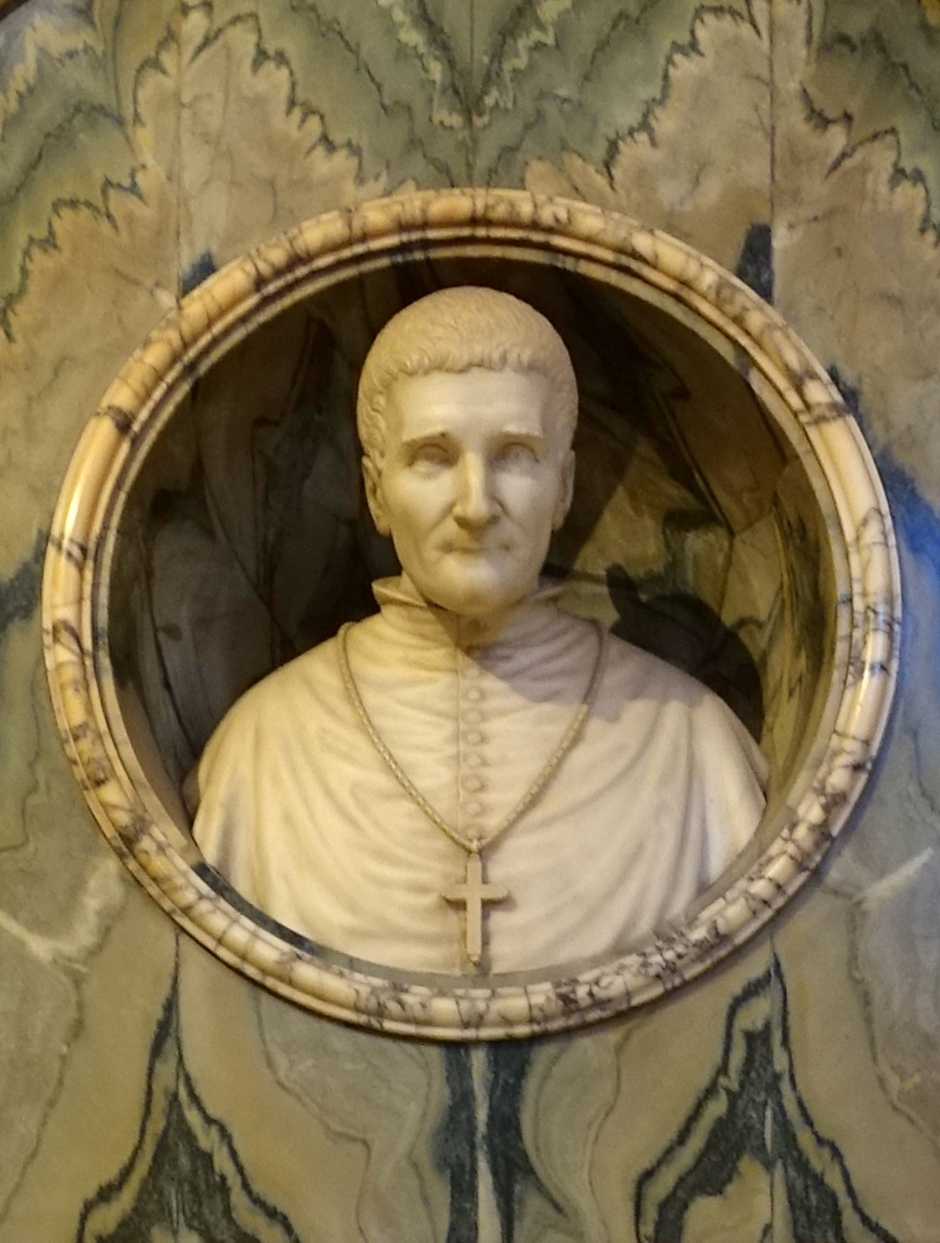
Büste von Antonio Maria Traversi in seinem Grabdenkmal in Santa Maria Maggiore, Rom

Antonio Maria Traversi (* 21. Februar 1765 in Venedig; † 21. September 1842 in Rom) war ein italienischer Kurienerzbischof und Naturforscher.

## Leben
Er empfing am 22. Dezember 1787 die Priesterweihe. Als Doktor der Theologie und Ehrenkanoniker der Patriarchalbasilika von Venedig wurde er 1796 vom Senat der Republik Venedig zum Professor für Logik und Metaphysik an der scuola dei chierici berufen. Während der napoleonischen Zeit begründete er eine Bildungseinrichtung. Die österreichische Regierung ernannte ihn 1807 zum Regens des Philosophischen Kollegs am Liceo von Venedig. Als persönlicher Freund von Mauro Cappellari OSBCam, der unter dem Namen Gregor XVI. Papst war, wurde Antonio Maria Traversi nach Rom gerufen, wo er 1833 Kanoniker der päpstlichen Basilika Santa Maria Maggiore und Päpstlicher Hausprälat wurde. Er trat 1835 in den Dienst der Kurie und war Konsultor der Kongregation für Ablässe und die heiligen Reliquien, der Kongregation für außerordentliche kirchliche Angelegenheiten sowie des Heiligen Offiziums.
Am 11. Juli 1836 wurde Antonio Maria Traversi zum Titularerzbischof von Nazianzus ernannt. Die Bischofsweihe spendete ihm am 17. Juli 1836 Papst Gregor XVI. selbst; Mitkonsekratoren waren Giovanni Soglia Ceroni, Lateinischer Patriarch von Konstantinopel, und Erzbischof Giovanni Giacomo Sinibaldi, Präsident der Päpstlichen Akademie für den kirchlichen Adel. Am selben Tag wurde Antonio Maria Traversi Päpstlicher Thronassistent. Drei Jahre später, am 21. Februar 1839, wurde er zum Lateinischen Patriarchen von Konstantinopel erhoben.
Beigesetzt wurde Antonio Maria Traversi in der Basilika Santa Maria Maggiore. Sein Grabmal wurde von Giuseppe Fabris geschaffen.

## Veröffentlichungen
- Elementi di fisica generale. 7 Bde., Venedig 1822.